# Château de Rametz
Le château de Rametz est un château situé dans la commune de Saint-Waast dans le département du Nord, sur les rives de l'Hogneau. Il se trouve à Bavay.

## Histoire
Le château date du XIIIe siècle. Il a été remanié du XVIe au XIXe siècle. il est entouré de douves. il se situe dans un parc cinq hectares possédant des arbres centenaires.
Les façades et les toitures du château avec ses quatre tours, la cour, les douves avec leur pont y compris le portail d'entrée font l'objet d'un classement au titre des monuments historiques depuis le 2 mars 1979. La salle des Gardes et la salle à manger près de la tour nord-est, avec leur décor ; la cheminée du grand salon et de la petite salle à manger sont quant à elles inscrites.
Actuellement, le château est privé. Lors des journées du patrimoine, prévues pour les 19 et 20 septembre 2020, finalement annulées pour cause de covid, il était prévu une visite du donjon, de la cuisine, de la chapelle et de la galerie.

## Galerie de photos

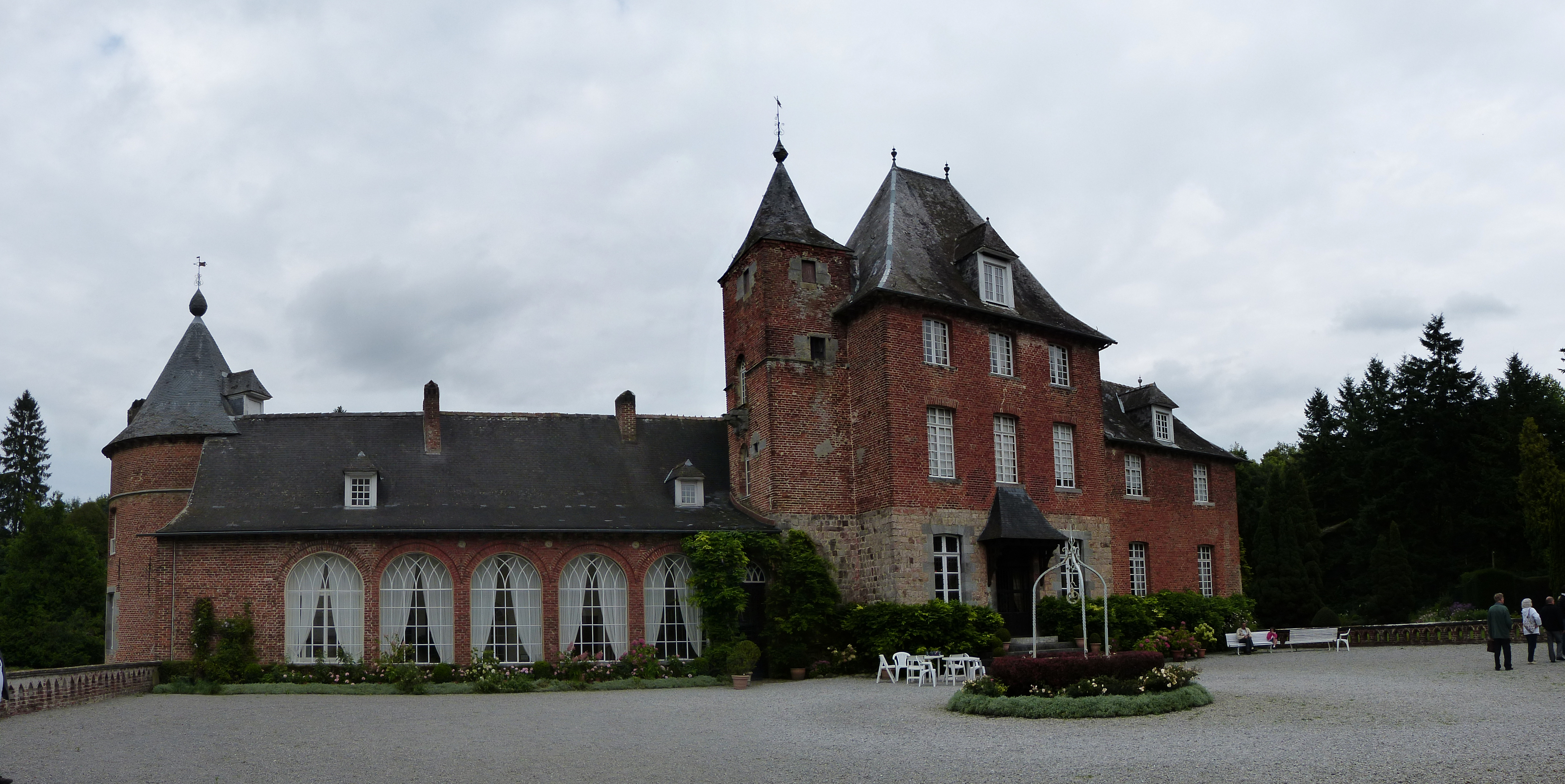
Entrée actuelle du château
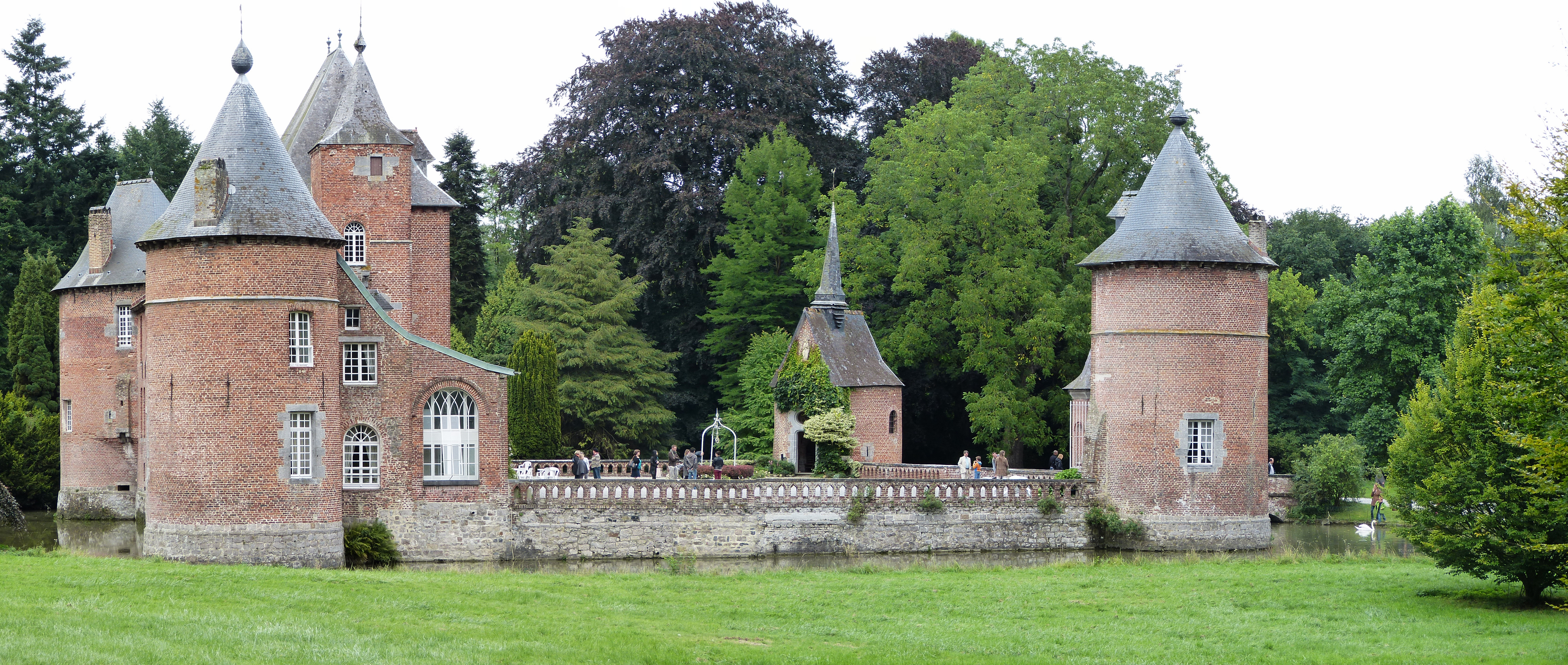
vue du parc
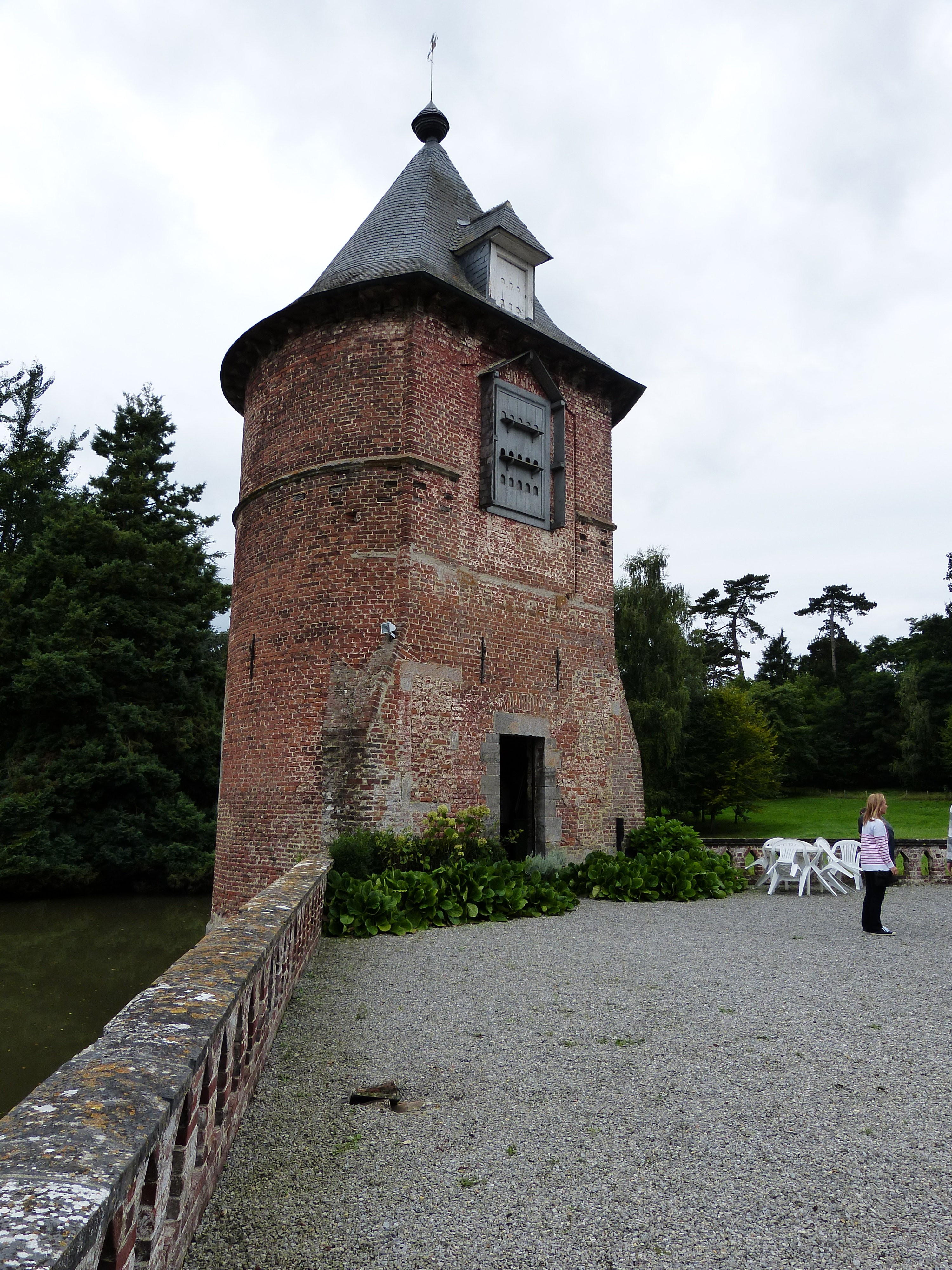
Pigeonnier